# Orconectes
Orconectes is een geslacht van kreeften uit de familie van de Cambaridae. De typesoort is Orconectes inermis.

## Soorten
- Orconectes australis (Rhoades, 1941)
- Orconectes barri Buhay & Crandall, 2008
- Orconectes incomptus Hobbs & Barr, 1972
- Orconectes inermis Cope, 1872
- Orconectes packardi Rhoades, 1944
- Orconectes pellucidus (Tellkampf, 1844)
- Orconectes stygocaneyi Hobbs, 2001